# Del primato morale e civile degli italiani
Ne Il primato morale e civile degli Italiani, stampato a Bruxelles nel 1843, Vincenzo Gioberti rivela il suo pensiero politico basato su un progetto riformistico e moderato, facente leva sugli antichi valori cristiani, che a suo giudizio hanno da sempre accomunato tutti gli Italiani. 
Il suo obiettivo era la creazione di una federazione nazionale dei vari stati della penisola sotto la presidenza del Papa. Occorreva creare un movimento d'opinione che utilizzasse la forza del cattolicesimo e dei prìncipi, per poi tradursi politicamente in un partito cattolico italiano, nazionale e moderno.
Per quanto vari intellettuali esprimessero giudizi avversi e spesso sarcastici nei confronti dell'opera, essa ebbe una vasta eco nel pubblico popolare, facendo una tale impressione da venire considerata l'«inno» del Risorgimento italiano.
Nel 1845 ne venne pubblicata una nuova edizione riveduta e ampliata con l'aggiunta di Prolegomeni.

## Contesto dell'opera
Il contesto politico italiano è nel pieno del movimento mazziniano; la Giovine Italia poneva in secondo piano la fede e quei conformismi politici di ossequio nei confronti del papato, inoltre l'attivismo insurrezionale si traduceva in un vano sacrificio di giovani vite. Tutto ciò trova di fronte l'opposizione del ceto cattolico-liberale, che vede in Gioberti una propria rappresentazione politica.

## Esegesi
L'opera ebbe un grande successo e da essa nacque il cosiddetto partito neoguelfo che ispirerà poi la partecipazione di vari stati italiani alla prima guerra di indipendenza.

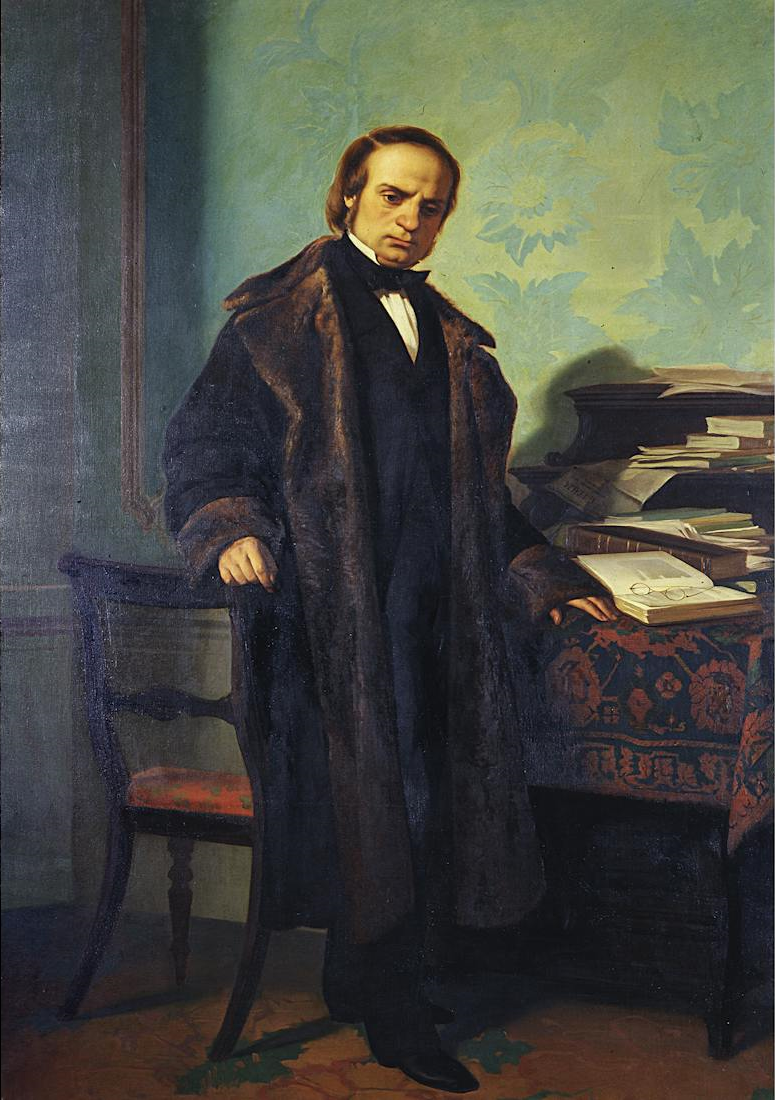
Vincenzo Gioberti

Così ne descrive Luigi Settembrini l'impatto che ebbe nei dibattiti sull'unità d'Italia:
(Luigi Settembrini, cit. da Ricordanze della mia vita, parte prima, § XVII)
In essa Gioberti delineava quel complesso di caratteri, definito «genio nazionale», attribuiti al popolo italiano, da cui derivava una missione civile-religiosa di creare, conservare e redimere il consesso umano europeo.
Il neoguelfismo apparve come un mito di straordinaria, anche se effimera, efficacia. In effetti l'opera era manchevole almeno sotto due aspetti: in primo luogo trascurava il fatto che il futuro presidente della lega avrebbe dovuto essere l'allora papa Gregorio XVI, pontefice reazionario, l'autore dell'enciclica Mirari vos con la quale veniva condannata ogni forma di pensiero liberale; in secondo luogo, Gioberti sembrava non considerare che dalla lega sarebbe rimasto fuori il Lombardo-Veneto, sotto la dominazione austriaca.
L'opera venne attaccata da destra dai gesuiti e da sinistra dai mazziniani repubblicani che lo accusarono di clericalismo. 
Per rispondere a questa accuse Gioberti scrive I prolegomeni del Primato, opera pubblicata postuma a Bruxelles nel 1865, dove innanzitutto chiarisce che "Il primato [...] aveva la funzione di propagandare il progetto federativo e che quello che importava era la lega [...] chiunque ne fosse poi il presidente, o il papa o il re di Sardegna".  
Gioberti dunque è amareggiato dalle reazioni acutamente critiche che gli sono mosse dagli stessi ambienti ecclesiastici. Il fulcro del suo pensiero politico dunque sposta il baricentro sulla "pubblica opinione come regina del mondo": inevitabile il riferimento alla classe borghese, classe sociale non più soltanto dirigente bensì anche dominante, l'unica realtà in grado di sopravvivere al mito del proletariato e all'aristocrazia reazionaria.
Ma chi avrebbe dovuto realizzare la lega? Secondo Gioberti sarà la forza dell'opinione pubblica che è incarnata dalla borghesia, ceto dialettico, per sua natura tendente alla moderazione e capace di assorbire gli opposti estremismi del patriziato e della plebe, per cui la borghesia è destinata a divenire ceto universale unico. Questa spinta in avanti del pensiero giobertiano sarà poi sociologicamente additata come nociva dal pensiero di Gaetano Mosca, che scorgerà nella borghesia l'espressione più forte di élite del XIX secolo.
Da questo punto di vista Gioberti, a parere dello storico Giorgio Rumi, si rivela una sorta di profeta politico, "se pensiamo alla scomparsa, ai nostri giorni, di quello che era il proletariato e a quella progressiva del sottoproletariato, di pasoliniana memoria, sostituito anch'esso dalla classe degli emarginati (gli immigrati, i nuovi poveri ecc.). Oggi in effetti constatiamo la presenza di un'unica grande classe borghese, dove le distinzioni sono ormai al suo interno: la grande, media e piccola borghesia.
La borghesia, dice Gioberti, non è ne clericale né anticlericale ma laica e potrà però realizzare il suo progetto, solo se sarà in grado di fondare un moderno partito cattolico, un partito integralista, che assuma il Vangelo come suo programma politico. E ancora una volta Gioberti sembra profetizzare l'avvento di una futura Democrazia Cristiana che governerà a lungo il nostro paese.

## Edizioni
- Del Primato morale e civile degli Italiani, volume unico, stampato a Milano presso Giuseppe Reina, 1848.